# Be the One
"Be the One" é o quarto single da dupla britânica The Ting Tings para seu primeiro álbum de estúdio, We Started Nothing. Era para ter sido lançado no dia 6 de outubro, mas foi lançado em 13 de outubro de 2008.

## Faixas
Digital
1. "Be the One" (single mix)
2. "Be the One" (Bimbo Jones club mix)
3. "Be the One" (The Japanese Popstars remix)

CD
1. "Be the One" (single mix)
2. "Be the One" (Bimbo Jones club mix)

Vinil
1. "Be the One" (single mix)
2. "Be the One" (The Japanese Popstars remix)

## Desempenho nas paradas
| Paradas             | Melhor Posição |
| ------------------- | -------------- |
| UK Singles Chart    | 28             |
| Czech Airplay Chart | 7              |